# Hipocorístic
L'hipocorístic és un nom afectiu que es forma per escurçament del prenom (i alguna vegada també el cognom). És una derivació que expressa la simpatia o l'afecte en forma de diminutiu o augmentatiu: (Maria > Mariona, Carme > Carmina), i altres vegades consisteix en una forma escurçada (Antoni > Toni, Meritxell > Txell) o en alguna altra modificació (Josep > Pep, Jep, Pepet i el castellanitzat Pitu, de Pepito). També pot passar que es combini l'escurçament amb el diminutiu (en un ordre o altre: Josefina > Fina > Fineta; Narcís > Narciset > Ciset).
La forma d'escurçament tradicional en català és la que es fa per afèresi, és a dir, suprimint una o més síl·labes o sons inicials del mot (Concepció o Assumpció > Ció, Isabel > Bel). També és tradicional (encara que poc freqüent) l'escurçament per síncope, és a dir, suprimint alguns sons del mig (Magdalena > Malena, Maria Isabel > Maribel).
En certs parlars (com ara els valencians) se sol afegir una o final quan el nom escurçat ha estat reduït a una sola síl·laba: Joaquim → Ximo; Jesús → Suso, Xuso; Vicent → Cento; Salvador → Voro en comptes de Vador; Benet → Neto; Miquel → Quelo; Anton → Tono; Rafel → Felo; Jacint → Cinto; Joan → Joano; Ferran → Rano.
Molts noms admeten una varietat d'hipocorístics, com ara Francesc: Cesc, Cesco, Xesc, Xec, Xisco, Cisco (Siscu); i Francesca: Cisca, Xeca, Xisca, Xesca.
Alguns noms comuns poden rebre hipocorístics: petita: tita (especialment per a cridar l'aviram: "tites, tites"), o en llenguatge infantil: sabates: tates.
Modernament, per influència de l'espanyol, són corrents els hipocorístics obtinguts per apòcope, és a dir, suprimint alguns sons finals del nom. Va contra tota la tradició i norma del català: *Àlex o *Sandro (per «Xandre»), *Cata o *Cati (per «Lina»), *Ceci (per «Cília»), *Marga (per «Margarideta», «Guida», «Lida», etc.), *Natxo (per «Nasi» o «Nani»), *Magda (per «Lena»), *Montse (per «Rata» o «Rateta»), *Rafa (per «Fel» o «Felet»), *Rosita o Sita (per «Rosó»), *Sebas (per «Tià»), *Franci (per «Cesc», «Xesc», etc.), *Dolo (per «Dolors»)...

## Exemples d'hipocorístics catalans
- Agata o Agueda: Guida
- Agustina: Tina
- Alexandre: Xandre
- Anita: Nita
- Antoni: Toni, Ton, Tonet, Toniet, Tonió, Tonel·lo (Bal.), Antoniet, Antonic, Antonió (augmentatius: Antoniot, Toniàs, Toniangues, Toniarro)
- Anna-Maria: Ia, Mia
- Bernat: Nat
- Bonaventura: Tura, Ventura
- Camila: Mila
- Carolina: Lina
- Catalina o Caterina: Lina
- Caterina: Nina
- Cecília: Cília
- Celestino: Tino
- Claudina: Dina
- Cristòfol: Tòfol, Tàfol
- Elionora: Nora
- Elisabet: Bet
- Enriqueta: Queta
- Eulàlia: Laia
- Florentina: Tina
- Francès: Ceset, Cesó, Ciset?
- Francesc: Cesc, Cesco, Xesc, Xisco, Cisco
- Francesca: Cesca, Cisca, Xisca, Xesca
- Francesa: Cesa
- Frederic: Fric
- Gabriel: Biel
- Gaietano: Tano
- Genoveva: Veva
- Gertrudis: Tuies
- Gregori: Gori
- Guillem: Gem, Gim
- Hermano: Mano
- Ignasi: Nasi, Nani
- Jeroni: Noni
- Joan: Jan
- Joana-Maria: Mia
- Jordi: Toti
- Josefina: Fina
- Josep: Pep, Bep, Bepe, Jep, Jepó, Pepet, Pepó, Pepot, Pepell, Pepic, Pepió, Zep, Zepó, Popó, Pepis, Pepos, Pepissó
- Josepa: Pepa, Bepa
- Lorda (*Lourdes): Luli
- Magdalena: Lena
- Manuel: Nel, Manelic
- Margalida, Margarida: Lida; Guida, Guideta, Guidó, Guidons; Margarideta, Margaridoia, Margaridota, Margaridó
- Margarita: Mita, Ita
- Mercè: Cè
- Meritxell: Txell
- Mireia: Ieia
- Misericòrdia: Coia, Cori
- Montserrat: Rat, Rata, Tat, Rateta
- Narcís: Ciset
- Nicolau: Colau
- Oriol: Uri
- Pere: Peric(o), Perot(e), Però(ne), Perilla, Perós
- Rafael: Fel, Felet
- Rosa: Rosó
- Sebastià: Tià, Tianet
- Teodora: Dora
- Vicent: Sento
- Victòria: Toia